# رفتار خودسرانه میبل
رفتار خودسرانهٔ میبل (انگلیسی: Mabel's Wilful Way) یک فیلم کوتاه کمدی به کارگردانی و بازیگری راسکو آرباکل است که در سال ۱۹۱۵ منتشر شد.

## گزیدهٔ بازیگران
- میبل نورماند
- راسکو آرباکل
- جو بوردو
- گلن کاوندر
- آلیس دونپورت
- ادگار کندی
- اَل سنت جان